# لوئیس هامان
لوئیس هامان (انگلیسی: Louis Hamman؛ ‏ ۲۱ دسامبر ۱۸۷۷ – ۲۸ آوریل ۱۹۴۶) اهل ایالات متحده آمریکا بود که به‌عنوان یکی از پزشکان بزرگ دوران خود شناخته می‌شد. او پس از دریافت مدرک کارشناسی علوم از کالج راک‌هیل، به رشته پزشکی روی آورد و در سال ۱۹۰۱ از دانشکده پزشکی دانشگاه جانز هاپکینز فارغ‌التحصیل شد. وی دوران کارورزی خود را در بیمارستان نیویورک گذراند و به مدت ۲۰ سال پزشک بیمارستان جانز هاپکینز بود. وی عضو انجمن فی بتا کاپا بود و مدتی به عنوان دبیر انجمن بین‌المللی مبارزه با سل خدمت کرد.